# Keith Johnson (Diplomat)
Keith Johnson O.J. (* 29. Juli 1921 in Spanish Town; † 1. Oktober 2009 in New York City) war ein jamaikanischer Diplomat.

## Leben
Keith Johnson war der Sohn von Emily und Septimus Johnston Er besuchte die Central Branch School in Kingston, das Kingston College und studierte an der Columbia University in New York City.
Keith Johnson trat 1941 als statistischer Angestellter in den Dienst der britischen Kolonialbehörde.
Von 1949 bis 1962 war er beim UN-Hauptquartier im Department of Economic and Social Affairs als wissenschaftlicher Mitarbeiter, Beamter und schließlich in leitender Funktion beschäftigt. Von 1962 bis 12. September 1967 war er Generalkonsul in New York City. Von 12. September 1967 bis 1973 war er ständiger Vertreter der jamaikanischen Regierung beim UN-Hauptquartier in New York City. Von 1965 bis 1969 war er als nicht residenter Botschafter bei den Regierungen Arturo Umberto Illia und Juan Carlos Onganía in Buenos Aires akkreditiert.
Von 14. Februar 1973 bis 5. Februar 1981 war er Botschafter in Bonn und zeitgleich beim Heiligen Stuhl bei den Regierungen in Tel Aviv, Luxemburg und Den Haag akkreditiert.
Am 5. Februar 1981 wurde er zum Botschafter in Washington ernannt, wo er vom 24. Februar 1981 bis 11. Juni 1991 akkreditiert war und zeitgleich der ständige Vertreter der jamaikanischen Regierung bei der Organisation Amerikanischer Staaten war.
| Vorgänger                  | Amt | Nachfolger              |
| -------------------------- | --- | ----------------------- |
| Egerton Rudolph Richardson | Jamaikanischer ständiger Vertreter beim UN-Hauptquartier 12. September 1967 bis 1973                                       | Donald Mills            |
| Vincent Homer McFarlane    | Jamaikanischer Botschafter in Bonn 14. Februar 1973 bis 5. Februar 1981                                                    | Glaister George Duncan  |
| Thomas Alvin Stimpson      | Jamaikanischer Botschafter in Washington, D.C. 5. Februar 1981 ernannt von 24. Februar 1981 bis 11. Juni 1991 akkreditiert | Richard Leighton Bernal |